# Rhazya
Rhazya és un gènere de fanerògames de la família de les Apocynaceae. Conté dues espècies.

## Descripció
Són arbustos i subarbustos, majoritàriament subglabres. Les fulles alternes, coriàcies amb els nervis foscos. La inflorescència és densa en cima terminal o axil·lar amb petites flors blanques. La corol·la té 5 lòbuls, tub cilíndric amb l'interior del coll pelut. El fruit és un fol·licle cilíndric erecte, amb moltes llavors oblongues.

## Taxonomia
El gènere va ser descrit per Joseph Decaisne i publicat a Annales des Sciences Naturelles; Botanique, sér. 2, 4: 80. 1835.

## Espècies acceptades
A continuació s'ofereix un llistat de les espècies del gènere Rhazya acceptades fins a l'octubre de 2013, ordenades alfabèticament. Per a cadascuna s'indica el nom binomial seguit de l'autor, abreujat segons les convencions i usos.
- Rhazya greissii Tackholm i Boulos
- Rhazya stricta Decne.